# Leptepistomion concinna
Leptepistomion concinna là một loài bướm đêm trong họ Geometridae.